# Claymore (pałasz)

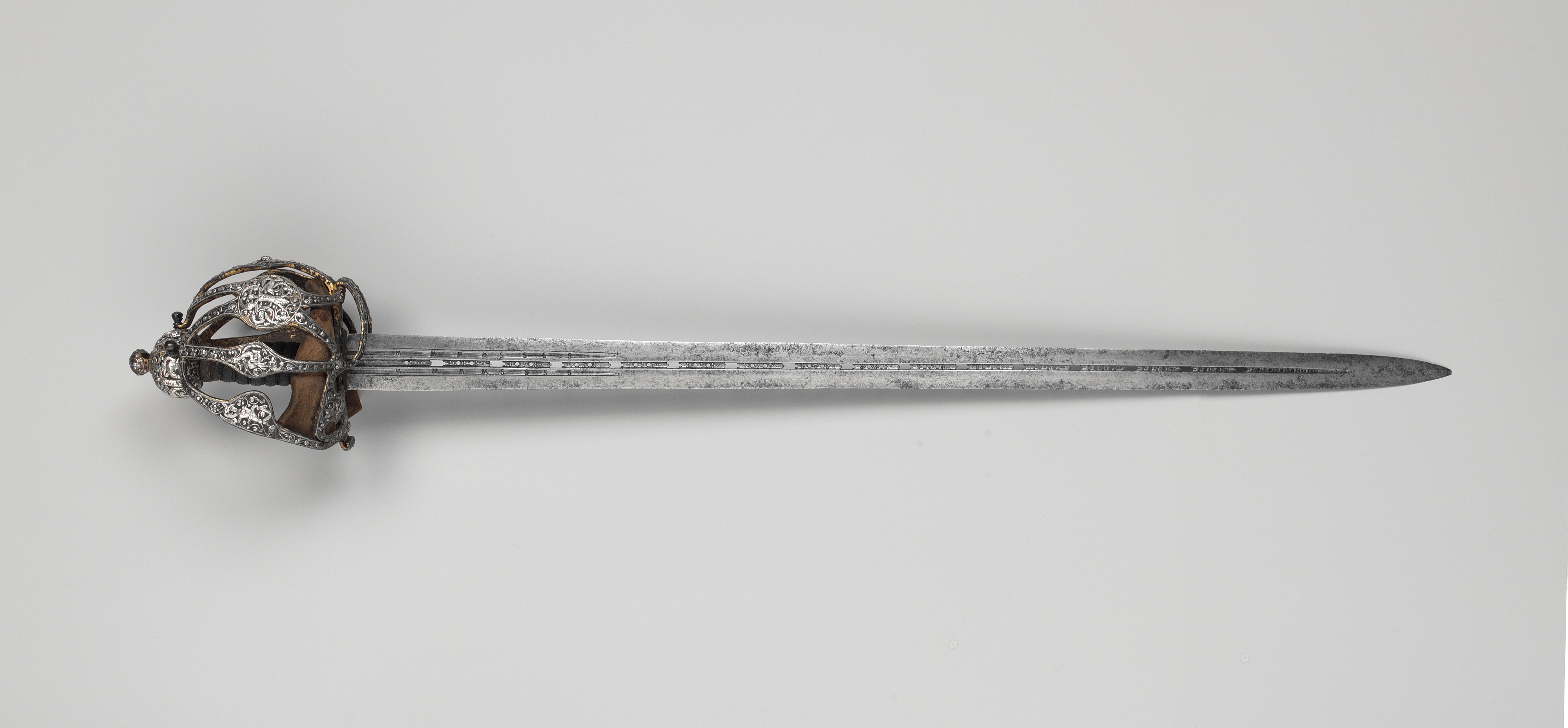
Pałasz claymore, XVII wiek

Claymore – szkocki pałasz koszowy, używany od XVII wieku.

## Charakterystyka
Pałasze szkockie występowały zarówno w odmianie jedno- jak i obusiecznej, zazwyczaj ważyły ok. 1-1,5 kilograma. Ich cechą charakterystyczną było występowanie furdymentu. Długość głowni oscylowała w okolicach 80 centymetrów. W przeciwieństwie do swego poprzednika pałasze claymore często zdobiono (w szczególności kosz). Wnętrze kosza bywało wykładane materiałem (najczęściej czerwonym).

## Historia

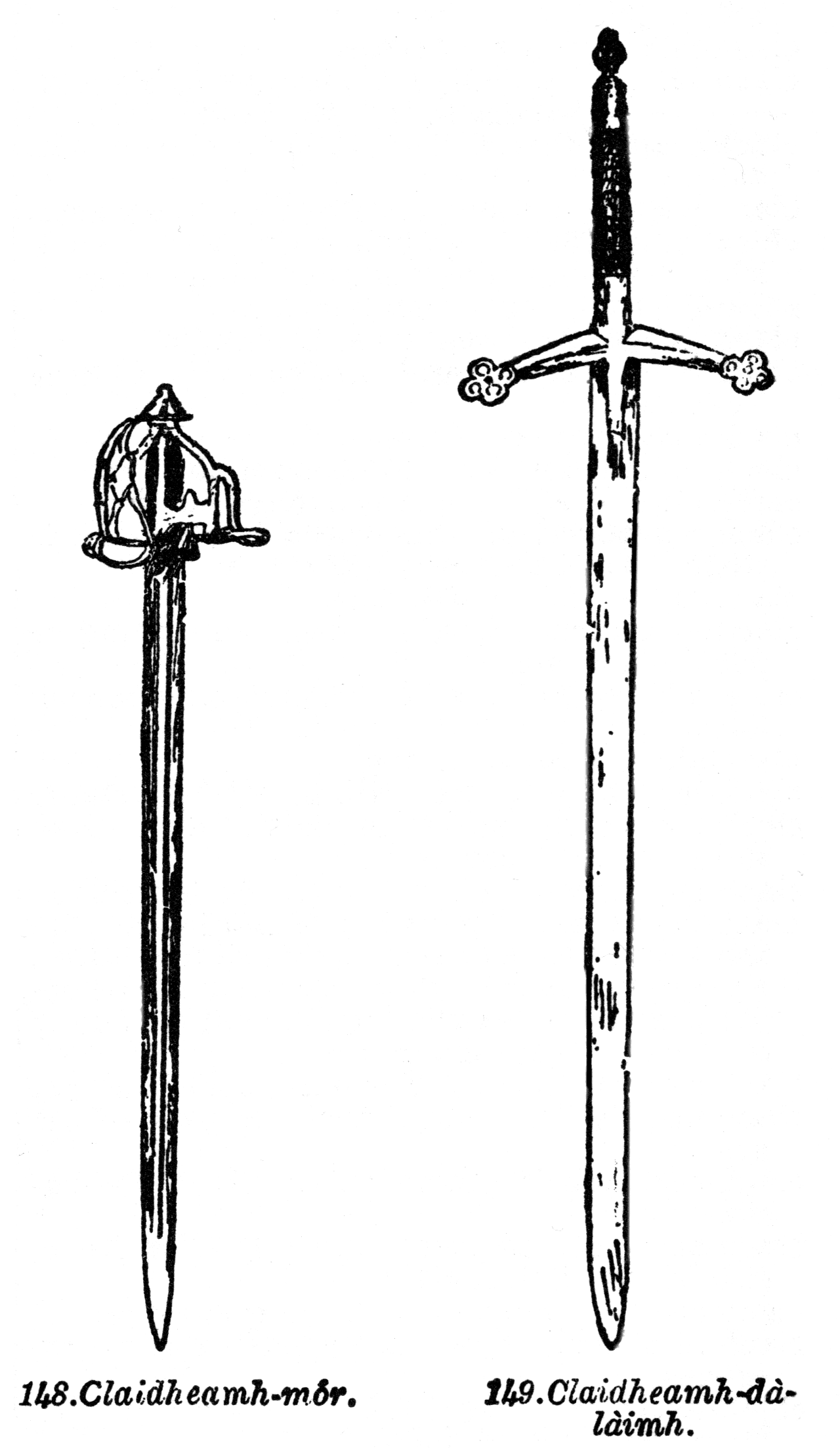
Porównanie szkockiego miecza i pałasza

W XVII w. w Szkocji miecze dwuręczne o tej samej nazwie zostały wyparte przez jednoręczne pałasze koszowe. Broń tego typu była popularna wśród oficerów armii brytyjskiej oraz w oddziałach szkockiej piechoty górskiej (Highlanders), gdzie utrzymały się aż do II wojny światowej. Pałasz ten wciąż używany jest przez Szkocki Regiment Królewski jako część munduru galowego.